# Monte del Cocomero
Il monte del Cocòmero (detto anche brevemente monte Cocòmero) è una montagna dell'alto Appennino bolognese situata per circa tre quarti del massiccio (parte nord e sud-orientale) nel territorio dell'ex comune di Granaglione e nel rimanente versante sud-occidentale nel comune di Pistoia.
Il monte del Cocomero è costituito da due cime che raggiungono la quota, rispettivamente, di 1402 e 1410 metri sul livello del mare; è una delle vette più meridionali della provincia di Bologna ed è posizionata sul crinale spartiacque che separa la valle del torrente Randaragna (a nord) da quella del torrente Orsigna (a sud), costituito, tra l'altro, dalle importanti cime del Poggio delle Ignude e del monte Orsigna e del quale il monte Cocomero rappresenta la penultima componente (l'ultima è il monte Lucci).
Dal monte Cocomero nascono piccoli affluenti sia del torrente Randaragna (il fosso Porraia), sia del torrente Orsigna e sia del fiume Reno.